# یاپراکلی
یاپراکلی (به ترکی استانبولی: Yapraklı) یک منطقهٔ مسکونی در ترکیه است که در استان چانقری واقع شده‌است.